# Upothenia acutipennis
Upothenia acutipennis är en fjärilsart som beskrevs av William Schaus 1912. Upothenia acutipennis ingår i släktet Upothenia och familjen nattflyn. Inga underarter finns listade i Catalogue of Life.